# Franz Rühl
Franz Rühl (Hanau, 26 ottobre 1845 – Jena, 3 luglio 1915) è stato uno storico tedesco.

## Biografia
Studiò storia e filologia presso le università di Jena e Marburgo, ricevendo il suo dottorato nel 1867. Dopo la laurea, fece un viaggio di studio in Italia e lavorò come insegnante presso il ginnasio di Schleswig. Nel 1871 ottenne la sua abilitazione presso l'Università di Lipsia, e nel corso dell'anno successivo si trasferì a Dorpat, dove successivamente divenne professore associato di storia. Dal 1876 in poi, fu professore presso l'Università di Königsberg, e rettore nel 1905/06.

## Opere
Dal 1872 fino alla sua morte pubblicò numerosi articoli nella rivista scientifica Rheinisches Museum für Philologie. Era l'editore di Kleine Schriften di Alfred von Gutschmid (5 volumi, 1889-1904) e, dopo la morte di Wilhelm Adolf Schmidt, pubblicò Handbuch der griechischen chronologie di Schmidt (1888). Le altre opere di Rühl:
- Die Quellen Plutarchs im Leben des Kimon, Marburg 1867.
- Die Verbreitung des Justinus im Mittelalter, Leipzig 1871.
- Die Textesquellen des Justinus, Verlag von B. G. Teubner, Leipzig 1872.
- Briefwechsel des Ministers und Burggrafen von Marienburg Theodor von Schön, 1896, (Theodor von Schön, Georg Heinrich Pertz, Johann Gustav Droysen).
- Chronologie des Mittelalters und der Neuzeit, 1897.[3][4]